# Gallesano
Gallesano (in croato Galižana, in istrioto Galisan) è una località istriana, principale frazione del comune di Dignano d'Istria. Si trova 5 chilometri a nord di Pola, al cui comune è stata storicamente legata.
La borgata ha avuto un carattere spiccatamente agricolo, ma la vicinanza con la città di Pola ha progressivamente determinato un forte pendolarismo, in origine soprattutto operai dei cantieri navali.

## Origini del nome
Fondata dai romani con il nome di Gallicianum, nel 1150 il nome cambia in Galisanum, e poi in Golisani. Nel 1303 viene citato il nome di Calisanum. Sotto venezia si afferma il nome Gallesano e nel 1945 viene chiamata per la prima volta nella sua storia "Galižana - Галижана" (in serbocroato). Dal 1991, anno in cui venne adottata la lingua croata viene riconosciuto il bilinguismo a livello comunale croato-italiano "Galižana-Gallesano".

## Storia
Gallesano, abitato già dall'era preistorica, fu possedimento Romano.
Nel IX secolo, Gallesano passa sotto l'amministrazione dei vescovi polesi e nel 1300 diventa un possedimento dei patriarchi di Aquileia. Successivamente il paesino segue le sorti dell'Istria: prima veneziana, poi asburgica e nel 1918 Italiana. Lo sviluppo economico della cittadina inizia nel 1876 con la costruzione della ferrovia Pola-Trieste, la quale passava per Gallesano. Nel 1943 fu occupata dai tedeschi ed inserita nella zona d'operazioni del Litorale adriatico, e nel 1945 fu occupata ed annessa alla Repubblica Socialista Federale di Jugoslavia. Ciò porto più della metà della popolazione residente a Gallesano ad intraprendere la strada dell'esodo. Nel 1991, in seguito alle guerre tra le repubbliche interne alla Jugoslavia, diventa parte della Repubblica croata.

## Società

### Evoluzione demografica
Abitanti censiti

Il censimento austriaco del 1910 registrava nel comune catastale di Gallesano 2 581 abitanti, tra i quali 1999 italiani e 444 serbocroati.

### Lingue e dialetti
Caratteristica peculiare di buona parte degli abitanti, sino alla fine degli anni quaranta per la maggioranza italiani, è che ancora oggi utilizzano correntemente la lingua italiana  e la lingua veneta. Viene ancora parlata dagli anziani e compresa da molti la varietà locale della lingua istriota (l'antica lingua romanza un tempo parlata in tutta l'Istria meridionale).
Al censimento del 1991 il 60,0% degli abitanti si è dichiarato madrelingua italiana, il 17,5% croata, l'11,10% bosniaca, il 4,40% serba e 1,60% albanese.

### Etnie
|              |              |  |        |        |
| ------------ | ------------ |  | ------ | ------ |
| Italiani     | Italiani     |  | 48,63% | 48,63% |
| Croati       | Croati       |  | 18,91% | 18,91% |
| Bosniaci     | Bosniaci     |  | 11,13% | 11,13% |
| Istriani     | Istriani     |  | 9,69%  | 9,69%  |
| Serbi        | Serbi        |  | 4,40%  | 4,40%  |
| Albanesi     | Albanesi     |  | 1,60%  | 1,60%  |
| Sloveni      | Sloveni      |  | 0,40%  | 0,40%  |
| Macedoni     | Macedoni     |  | 0,24%  | 0,24%  |
| Ungheresi    | Ungheresi    |  | 0,16%  | 0,16%  |
| Montenegrini | Montenegrini |  | 0,08%  | 0,08%  |

#### Comunità degli italiani
La Comunità degli italiani a Gallesano, istituita nel 1948, è intitolata ad Armando Capolicchio e conta 738 iscritti su 1501 cittadini, vale a dire il 49,16% della popolazione totale.
Presidente della comunità è Diriana Delcaro Hrelja e vicepresidente è Pietro Demori. La comunità ha sede in via Michele della Vedova 67.